# Leonard McCoy
Dr. Leonard H. "Bones" McCoy är en fiktiv rollfigur i Star Trek-franchisen. Han spelades först av DeForest Kelley i originalserien Star Trek, och medverkar även i den animerade serien Star Trek, de första sex filmerna, Star Trek: The Next Generations pilotavsnitt, samt i flera böcker, serietidningar och spel. Karl Urban tog över rollen år 2009 i filmen Star Trek, en roll han senare återkom till i uppföljaren Star Trek Into Darkness (2013).
Rollfiguren Leonard McCoy dyker inte upp i de två pilot-avsnitten för serien, "The Cage" och "Where No Man Has Gone Before". (Mark Piper heter chefsläkaren i Where No Man Has Gone Before.)

## Biografi
McCoy föddes den 20 januari 2218.:257-258 Han utbildade sig vid University of Mississippi och är frånskild. År 2266 fick han posten som chefsläkare på USS Enterprise under kapten James T. Kirk som kallar honom för "Bones". McCoy och Kirk är goda vänner.:146 Den passionerade, ibland elake, McCoy diskuterar ofta med Kirks andre förtrogne, vetenskapsofficeren Spock, och är ibland trångsynt mot Spocks vulcanska arv. McCoy spelar ofta rollen som Kirks samvete, och utgör en motvikt till Spocks logik. Han är misstänksam mot teknologi, särskilt mot transportören, då han som läkare föredrar mindre ingripande behandling och tror på kroppens medfödda återhämtningskrafter. Rollfigurens smeknamn "Bones" är en ordlek på bensågare, ett epitet för läkare, i synnerhet de som är kvalificerade kirurger.
När Kirk begär att McCoy återtar sitt uppdrag i Star Trek: The Motion Picture (1979); klagar en bitter McCoy över att vara "utarbetad". Spock flyttade över sin katra (sina kunskaper och upplevelser) till McCoys sinne innan han dog i Star Trek II: Khans vrede (1982). Detta orsakar psykiskt lidande för McCoy, som i Star Trek III (1984) hjälper till att återställa Spocks katra till hans återuppväckta kropp. McCoy återansluter sig till Kirks besättning ombord på USS Enterprise-A i Star Trek IV: Resan hem (1986). I Star Trek V: Den yttersta gränsen, avslöjar McCoy (genom ingripande av Spocks bror Sybok) att han hjälpte sin far att begå självmord för att befria honom från sina smärtor. Strax efter detta fick forskare fram ett botemedel mot faderns sjukdom och han bar med sig skulden om detta för resten av sitt liv. I Star Trek VI: The Undiscovered Country (1991) flyr McCoy och Kirk från ett Klingonfängelse och besättningen på Enterprise stoppar en komplott för att förhindra fred mellan Federationen och Klingonimperiet. Kelley repriserade rollen för pilotavsnittet, "Encounter at Farpoint" för TV-serien Star Trek: The Next Generation (1987), och begärde inte mer än det lägsta Screen Actors Guild-arvodet för sitt framträdande.
I avsnittet "The Survivor" från Star Trek: The Animated Series nämner McCoy att han har en dotter. Chekovs vän Irina i originalseriens avsnitt "The Way to Eden" skrevs ursprungligen som Dr. McCoys dotter Joanna, men detta ändrades innan avsnittet spelades in.

### Alternativ tidslinje
I 2009 års Star Trek-film, som äger rum i en "alternativ, parallell" verklighet, blir McCoy och Kirk vänner vid Starfleet Academy, som McCoy går med i efter en skilsmässa, som han beskriver som "left [him] nothing but [his] bones." Denna replik, som är improviserad av Urban, förklarar hur McCoy kom att kallas Bones. McCoy hjälper senare till att få Kirk posterad ombord på USS Enterprise.

## Ursprung och utveckling

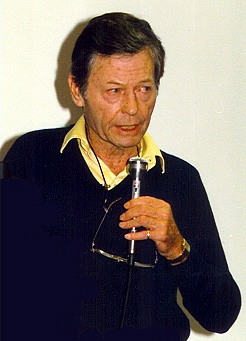
DeForest Kelley spelade McCoy mellan 1966 och 1991.

Star Treks skapare Gene Roddenberry hade tidigare arbetat med Kelley på olika TV-piloter, och Kelley var Roddenberrys första val till att spela chefsläkaren ombord Enterprise. Men för den avvisade första piloten "The Cage" (1964), valde Roddenberry att följa regissören Robert Butlers val av John Hoyt för att spela rollen som Dr. Philip Boyce. För den andra piloten, "Where No Man Has Gone Before" (1966), accepterade Roddenberry regissören James Goldstones val att ge Paul Fix rollen som Dr. Mark Piper. Även om Roddenberry ville att Kelley skulle spela rollen som rymdskeppets chefsläkare, la han inte fram dennes namn till NBC, trots att kanalen sällan "avvisade" de skådespelare som Roddenberry föreslog.
Kelleys första framträdande som doktor Leonard McCoy var i "The Man Trap" (1966). Trots hans framträdande rollfigur, medgav hans kontrakt bara att han omnämndes som en sidoroll. Det var inte förrän den andra säsongen som hans roll, på uppmaning av producenten Robert Justman, började omnämnas som en huvudroll. Kelley var orolig över Star Treks framtid, då han sade till Roddenberry att serien "kommer att bli den största hiten eller den största missen som Gud någonsin gjort".:146 Kelley spelade McCoy i hela originalserien och gjorde rösten till rollen i den animerade serien.
Kelley, som i sin ungdom hade velat bli läkare, tog med delar av upplevelser från sitt eget liv när han spelade McCoy. En läkares "sakliga" information angående Kelleys mors obotliga cancer var det "slipande sandkornet" som han använde när han skapade McCoys karaktär.:145 Star Trek-författaren D. C. Fontana sade att medan Roddenberry skapade serien, skapade Kelley i huvudsak McCoy. Kelley hade ett finger med i spelet angående den kompletta utvecklingen av McCoy som roll.:156
"Utsökt kemi" mellan Kelley, William Shatner och Leonard Nimoy manifesterades i deras framförande som McCoy, kapten James T. Kirk och vetenskapsofficeren Spock.:154 Nichelle Nichols, som spelade Uhura, kallade Kelley för sin "kaxiga gentlemannavän".:154 Vänskapen mellan afroamerikanen Nichols och sydstataren Kelley var en tydlig manifestation av det budskap som Roddenberry hoppades kunna förmedla genom Star Trek.:154
För filmen Star Trek (2009), såg manusförfattarna Roberto Orci och Alex Kurtzman McCoy som en "skiljedomare" i Kirk och Spocks relation. Medan Spock representerade "extrem logik, extrem vetenskap" och Kirk symboliserade "extrema känslor och intuition", sågs McCoy som "en mycket färgstark läkare, i huvudsak en mycket humanistisk vetenskapsman" representerande de "två ytterligheter som ofta fungerat som det lim som höll trion samman." Manusförfattarna valde att avslöja att McCoy blev vän med Kirk först, och därmed förklara den "partiskhet" som finns i deras vänskap och varför han ofta var "lite avvisande" mot Spock. Urban sade att manuset låg "mycket nära" originalrollen, inklusive den "stora medkänsla för mänskligheten och känslan av lättretlighet" med vilken Kelley genomsyrade rollen. Urban tränade med en dialektcoach för att skapa McCoys brytning. Urban återkom till rollen i Star Trek Into Darkness.

## Mottagande och kulturell påverkan
McCoy är någon som Kirk avlastar sig själv inför och är en kontrast till Spock. Han är Kirks "vän, personlige bartender, förtrogne, kurator och präst". Urban sade att McCoy har en "känsla av lättretlighet, med verklig passion för livet och att göra det rätta", samt att "Spocks logik och McCoys moral gav Kirk fördelen av att ha tre hjärnor istället för bara en." Jennifer Porter och Darcee McLaren skrev att McCoy är ett "oavsiktligt" exempel på hur "irrationella fördomar och fixeringar, önsketänkande och känslomässiga resonemang, förnekelse och förtryck, samt olösta neurotiska störningar" kompromissar med "vetenskaplig rationalitet" i Star Trek.
Kelley sade att den största glädje han kände vid Star Trek-konventen var när personer berättade att de valde läkaryrket på grund av rollfiguren McCoy.
Med hänvisning till filmen från 2009, kallade The Guardian Urbans tolkning av McCoy för en "odelad framgång", medan The New York Times refererade till rollfiguren som "vildsynad och rolig". Slate.com sade att Urban kom närmare än de andra skådespelarna att härma en rollfigurs ursprungliga skildring.

### "He's dead, Jim."
Ett tjugotal gånger i den ursprungliga Star Trek, förklarar McCoy någon eller något avliden med repliken, "He's dead", "He's dead, Jim", eller något liknande. Frasen anses vara en catchphrase till rollfiguren, även om skådespelaren Kelley ogillade att upprepa sådana repliker,:166 och vägrade att säga det i Khans vrede när Spock är nära döden (James Doohan som Montgomery Scott säger istället "He's dead already").:249 Repliken har uppträtt i populärkulturen som en generell metafor, där den används i olika sammanhang som beskrivningar av en okänslig elektronisk krets, ett exempel på hur man lägger till en ljudfil för att fungera som ett varningsljud i ett datorsystem, och ett belysande citat om hur man vet om ens motståndare har förstörts i en actionhjälte spel.
Litteraturprofessorn Henry Jenkins vid USC citerade Dr. McCoys replik "He's dead, Jim" som ett exempel på fans som aktivt deltar i skapandet av en underjordisk kultur där de får njutning genom att upprepa minnesvärda repliker som en del av att bygga nya mytologier och alternativa sociala gemenskaper. Google Chrome använder frasen som ett felmeddelande. Kelley skojade om att repliken skulle ristas in på hans gravsten.

### "Dammit, Jim! I'm a doctor, not a(n)..."
En annan av McCoys catchphrases är hans "I'm a doctor, (Jim) not a(n)..." uttalanden, som användes 11 gånger.:166 McCoy upprepar repliken när han måste utföra en uppgift utöver sin medicinska kompetens, som exempelvis det "klassiska ögonblicket" när han konfronteras med den ovanliga kiselbaserade utomjordingen Horta i "Devil in the Dark" (1967), där han säger, "I'm a doctor, not a bricklayer." Dr. Julian Bashir (Alexander Siddig) från  Star Trek: Deep Space Nine, Doktorn från Star Trek: Voyager, två andra akuthologram (ett i Star Trek: First Contact och den andra i Voyager-avsnittet "Message in a Bottle") samt Dr. Phlox från Star Trek: Enterprise använder samtliga variationer av denna replik, vilket också har tagit sig in i många andra serier såsom  Stargate Atlantis, Robot Chicken, Terra Nova, och Vänner. I en parodisketch under titeln "The Restaurant Enterprise", från ett avsnitt av Saturday Night Live, Kirk (gästvärd William Shatner) leder McCoy (Phil Hartman) för att hjälpa en man som kvävs. McCoy fäller följande kommentar, "Dammit, Jim! I'm a doctor, not a ... (plötsligt inser situationen, något generad) Oh ... oh, sure." I ett avsnitt av In Living Color, en av parodisketcherna skämtar med den avancerade åldern av de viktigaste av Star Trek-skådespelarna. McCoy visas som ett skelett i en rullstol, och infaller, "Dammit, Jim! I'm a corpse, not a doctor!" DeForest Kelley själv parodierade frasen i en reklamfilm för Trivial Pursuit ("How should I know? I'm an actor, not a doctor"). Frasen dyker även upp i 2009 års film, där McCoy (Karl Urban) säger "I'm a doctor, not a physicist" to Spock. En annan referens till catchfrasen återfinns i Den galopperande detektiven där skådespelaren Jim Carrey letar efter ledtrådar vid en delfintank, får veta att han måste skynda och säger "Dammit, Jim! I'm a doctor, not a poolman." I spåret Dr. McCoy av den svenska syntpopgruppen S.P.O.C.K innehåller låttexten flera referenser till ovanstående fraser.

## Medverkan

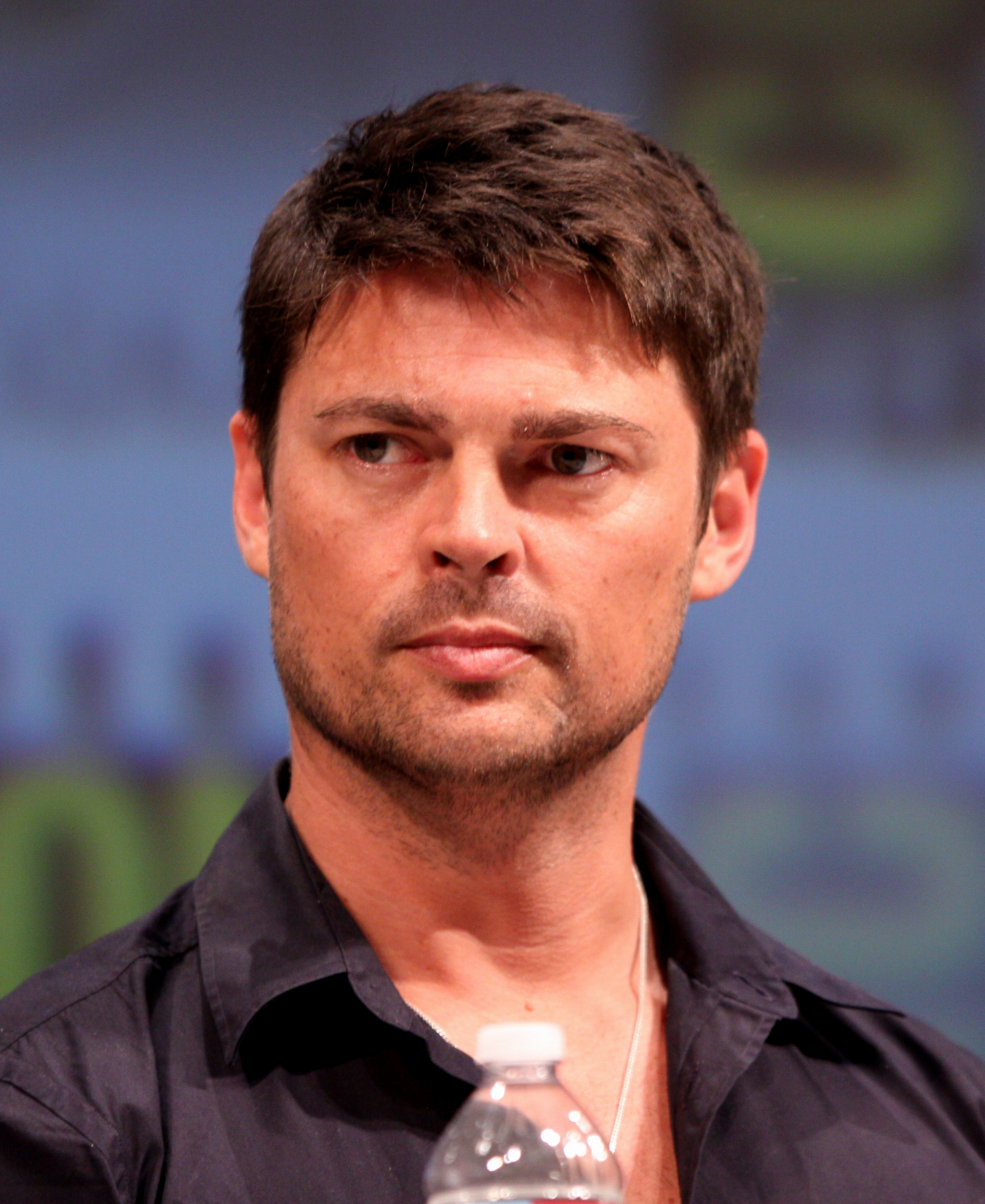
Karl Urban spelade doktor McCoy i filmen Star Trek från 2009 och dess uppföljare Into Darkness från 2013.

McCoy medverkar i följande serier och filmer:
Star Trek
Star Trek: The Animated Series
Star Trek filmer
- Star Trek: The Motion Picture
- Star Trek II: Khans vrede
- Star Trek III
- Star Trek IV: Resan hem
- Star Trek V: Den yttersta gränsen
- Star Trek VI: The Undiscovered Country
- Star Trek
- Star Trek Into Darkness

Star Trek: The Next Generation
- "Encounter at Farpoint"